# Сытник, Артём Сергеевич
Артём Сергеевич Сытник (укр. Артем Сергійович Ситник; род. 19 августа 1979, пгт Компанеевка, Кировоградская область, УССР, СССР) — украинский юрист, бывший следователь прокуратуры, заместитель председателя Национального агентства по предотвращению коррупции (12 мая 2022 — 3 июня 2024), первый директор Национального антикоррупционного бюро Украины (2015—2022).

## Биография
Артём Сергеевич Сытник родился 19 августа 1979 года в пгт Компанеевка Кировоградской области УССР. Там же окончил местную школу с золотой медалью.
В 2001 году получил высшее образование, окончив с отличием Национальный юридический университет имени Ярослава Мудрого.
В том же году начал работать на должности помощника прокурора Ленинского района г. Кировоград, позже следователем и старшим следователем. В августе 2008 года был переведен на должность начальника следственного отдела прокуратуры Киевской области.
Уволился в 2011 году по собственному желанию.
С 2011 года до 16 апреля 2015 года занимал должность адвоката в адвокатской фирме «Юридичні гарантії», будучи там управляющим партнёром. Другие партнёры компании — бывшие народные депутаты Юрий Гайсинский и Алексей Шеховцов. Как упомянул сам Сытник, «адвокатство для меня — временная работа, которой я был вынужден заняться вследствие невостребованности в государстве таких следователей, как я».
В марте 2015 года был одним из четырёх основных претендентов на должность директора Национального антикоррупционного бюро Украины, пройдя все этапы конкурса.
16 апреля 2015 года вступил в должность, став первым директором Бюро.
В августе 2015 года Генпрокуратура начала досудебное расследование против Сытника по ч. 1 ст. 364 (злоупотребление властью или служебным положением) УК Украины за включение посторонних лиц в состав делегации для поездки в Лондон.
В 2016 году был причастен к публикации в интернете компрометирующих материалов против политтехнолога Пол Манафорта, руководителя предвыборного штаба Дональда Трампа на президентских выборах в США: Национальное антикоррупционное бюро (НАБУ) выложило в интернет сканированные копии неких ведомостей из «амбарной книги» Партии регионов, в которых фигурировало имя Пола Манафорта. В декабре 2018 года Окружной административный суд Киева признал противоправными действия Сытника. Суд признал, «что это привело к вмешательству в избирательные процессы США 2016 года и нанесло ущерб интересам государства Украина».
24 января 2018 года в Окружной административный суд города Киева был направлен иск в отношении Артёма Сытника с требованием обязать Национальное антикоррупционное бюро Украины предоставить документы о сотрудничестве с ФБР. Лишённый депутатской неприкосновенности нардеп Борислав Розенблат в исковом заявлении «просил суд признать противоправными действия Директора НАБУ Артёма Сытника о привлечении к оперативно-розыскной деятельности на территории Украины сотрудников ФБР без предварительного заключения международного договора, в соответствии с Законом Украины „О международных договорах“».
13 декабря 2019 года Ровенский апелляционный суд подтвердил  правильность решения Сарненского суда Ровенской области, который признал главу НАБУ Артёма Сытника коррупционером.
В Конституционный суд Украины 20 мая 2020 года поступило конституционное представление 51 народного депутата о соответствии Конституции указа президента от 16 апреля 2015 года о назначении Артема Сытника директором Национального антикоррупционного бюро Украины. Авторы представления, среди которых Александр Дубинский, Максим Бужанский, Виктор Медведчук, Андрей Деркач и другие, считают, что президент незаконно назначил Сытника директором НАБУ, поскольку в Конституции не прописаны полномочия главы государства назначать директора НАБУ.
28 августа 2020 года Конституционный суд Украины признал неконституционным указ президента Петра Порошенко (от 16 апреля 2015 № 218/2015) о назначении Артёма Сытника директором НАБУ Украины. Указ 2015 года потерял свою силу со дня принятия решения КС Украины.
16 марта 2021 года Верховная рада Украины приняла постановление "О включении в повестку дня пятой сессии Верховной Рады Украины девятого созыва законопроекта о внесении изменений в статьи 85 и 106 Конституции Украины относительно порядка назначения на должности и освобождения от должностей Директора Национального антикоррупционного бюро Украины и Директора Государственного бюро расследований и о его направлении в Конституционный суд Украины" для получения заключения о конституционности законопроекта № 5133.
19 октября 2021 года Верховная Рада Украины приняла во втором чтении закон о НАБУ. Документ, среди прочего, предусматривает независимость бюро и определяет процедуру отбора его нового руководителя. Сытник, согласно новому закону, останется в кресле директора НАБУ до апреля 2022 года.

## Профессиональные достижения
За 4,5 лет деятельности НАБУ под руководством Сытника было привлечено к ответственности более 550 человек включительно с 8 нардепами, 3 действующими заместителями министров, 2 министрами, руководителями Государственной фискальной службы, Госаудит службы, Счётной палаты, первый заместитель секретаря СНБО, первый заместитель председателя Нацбанка, более 45 судей. А также, направлено в суд дела в отношении руководителей более 25 государственных предприятий.

## Семья
Женат, имеет двух детей.